# IMA (périodique)
Pour les articles homonymes, voir IMA.
IMA, l’ami des jeunes est un journal de bande dessinée qui a existé de mars 1955 à décembre 1958 pendant 156 numéros et sous un format légèrement inférieur à A4.

## Contexte
Si l’on suit le site Historique périodiques il existe, dans l’espace franco-belge et sans compter les petits formats et assimilés, quelque 25 revues destinées à la jeunesse en 1955. Au quotidien la réalité est légèrement différente selon l’endroit où l’on réside. Pour plusieurs d’entre elles la diffusion est loin d’être nationale. À titre d’exemple, Héroic-Albums s’est vu gratifier en 1952 d’un avis défavorable par la commission de censure et n’est plus distribué en France mais reste évidemment accessible aux frontaliers de la Belgique.
Certains journaux ne sont réellement accessibles que dans un cadre confessionnel tel Le Chœur qui d’ailleurs ne diffuse qu’une seule bande. D’autres ont une portée seulement régionale, une distribution nationale coûte cher, d'autres sont davantage orientés vers les jeux par exemple que la BD, tel Francs-Jeux. Ce schéma théorique doit donc être réduit.
Il n’en reste pas moins vrai qu’une petite dizaine de revues, pour filles ou pour garçons, est à peu près disponible partout en France en ce début 1955. La quasi-intégralité est hebdomadaire, mais cette règle sera variable dans le temps. A titre d’exemple IMA va commencer sa carrière comme mensuel, avant de passer bimensuel pour terminer hebdomadaire.
La concurrence est donc rude. Pour s’assurer d’une très relative pérennité, il parait astucieux de se faire parrainer par un annonceur. La chose a été rodée à la radio américaine dès les années 1930. D’ailleurs en cette année 1955, les postes périphériques comme on les appelait à l’époque comme Radio-Luxembourg ou Europe 1 proposent des émissions qui sont réglées par un annonceur exclusif à chaque fois. Il s’agit donc quasiment d’une location d’antenne.
Les exemples existent également en bandes dessinées. Pistolin, lancé la même année qu’IMA est en fait une émanation des chocolats Pupier, persuadés par Goscinny, Uderzo et Charlier
Cette France des années 1950 découvre peu à peu la consommation de masse mais la grande distribution n’existe pas encore, les supermarchés étant encore anecdotiques. Les produits alimentaires du quotidien s’achètent chez les commerçants spécialisés (boucher, boulanger, charcutier, etc.) ou pour l’essentiel en épicerie. Il existe en 1950 un peu moins de 400 000 commerces alimentaires. Pour fidéliser cette clientèle certaines chaines coopératives ont mis en place des systèmes de points, un peu comme le pratiquent certaines stations essence aujourd’hui. Chaque passage à l’épicerie donne droit, en fonction de l’addition, à des points que l’on colle sur un carnet ad hoc. En fonction des points collectés on a alors droit à des cadeaux plus ou moins importants.
IMA est un système qui ne se limite pas à une seule enseigne alimentaire. La société a persuadé un certain nombre de grandes marques de mettre sur leurs étiquettes des timbres, appelés Point IMA que le l’on découpe et contre lesquels il est possible d’obtenir des cadeaux. Parmi ces marques on citera les potages Liebig, les chocolats Lindt, Rozan et Menier, les conserves Cassegrain, les moutardes Amora, les produits d'entretien Javel La Croix, Mir, etc. Le système existe avec un grand succès en Belgique sous l’appellation du Timbre Tintin.
Mais IMA va un peu plus loin puisque, outre le Club des Amis d'IMA, un accord avec Radio Monte-Carlo permet d'assurer une émission hebdomadaire diffusée chaque dimanche à 20 heures. La création d’un journal pour enfant participe à cette politique de promotion et fidélisation, ce qui n’empêchera pas non plus de vendre le journal comme tout autre.

## Histoire
Situé au 15, boulevard des Italiens à Paris, le journal de douze pages, dirigé par A.Y. Lopin, est lancé en mars 1955 en tant que mensuel. Il devient bimensuel en octobre 1955 puis hebdomadaire à compter du 6 juin 1956. Entre-temps la pagination est passée à 16 puis 20 en octobre 1957.
Soucieux de ne pas avoir de réactions négatives de la part des clients, on choisit dans un premier temps de faire appel à des auteurs qui ont officié ou officient toujours dans la presse catholique. Robert Moreau, le futur créateur de l’éléphant Trompette dans Femmes d’Aujourd’hui signe une bande d’aventures, Mystère dans la jungle, avant de revenir aux histoires animalières avec Nestor Tapotour. Le père de Zig et Puce, Alain Saint-Ogan fait partie de l’aventure.
On retrouve également Auguste Liquois  qui a travaillé pendant l’Occupation pour des journaux collaborationnistes  avant de rejoindre Vaillant à la Libération. Il dessinera essentiellement des histoires d’aventures.
Aventures également avec Baber— pseudonyme de Bernard Baray — : Tam-Tam sur l’Amazone, Le Secret des cavernes, Une aventure de Bob, Pat et Léo : Le Visiteur de minuit. On trouve également une série policière Martin Gale, Détective amateur signée Erik. Pellos, le fameux créateur de Futuropolis (1937) et repreneur des Pieds Nickelés, à partir de 1948, était aussi un dessinateur sportif. Il livre ici une BD sur le sport : Rock Gérard.
Jean Ache, père d’Arabelle et des futurs Nic et Mino, était un dessinateur célèbre à l’époque. Il collabore au journal pour une seule histoire, celle d’Hector et Dina.
À ces scénaristes ou dessinateurs, il convient de rajouter quelques plumes comme Henry de Monfreid, Maurice Limat ou Yves Dermèze qui signent contes ou reportages.
Progressivement Roger Lécureux, qui vient de la presse communiste avec Vaillant, rejoint les rangs du journal, tout comme Claude Pascal, Rémi Bourlès, Raymond Cazanave pour Le Prestigieux destin de Walter Reinhart, l’également fameux affichiste Raffaele Marcello (La Croisière du Pacific).
Parmi les noms plus connus du public d’aujourd’hui on retrouve à mi-parcours du journal une nouvelle vague représentée par Robert Gigi (Casey James), Christian Godard (Tim et Anthime), Greg (scénariste de Bob Francval : Terreur sur le Pacific dessiné par Louis Haché et Roger Rafale, dessiné par André Beckers), Maurice Tillieux et Fernand Cheneval. Ce dernier a créé Héroïc-Albums en 1945 mais la maison a fermé en 1956. Sa diffusion en Belgique francophone était de 10 000 exemplaires et 8.000 pour la partie flamande et comme on l’a dit supra, le marché français lui a été fermé par la commission de censure.
Greg avec Le Chat et Tillieux avec Félix faisaient partie de ses collaborateurs attitrés. Il n’est donc pas étrange de les retrouver ensemble chez IMA. Toutefois l’envergure du périodique étant limitée, ils partiront les uns comme les autres vers d’autres cieux avec le succès que l’on sait. Pour IMA, Maurice Tillieux d’ailleurs adaptera une des enquêtes de Félix parue chez Héroïc-Albums sous le titre d’Ange Signe : Le Démon vert. L’album paraîtra 25 ans plus tard éditée par MJC de Longwy. Réédité en 2008 aux Éditions de l'Élan avec un fort appareil critique.
Après 156 numéros, le journal s’arrêtera brutalement fin 1958 tout en souhaitant une bonne année 1959 à ses lecteurs.

## Quelques auteurs
Liste sélective
- Jean Ache (Jean-Baptiste Huet, 1923-1985)
- Rémi Bourlès (1905-1997)
- Raymond Cazanave (1893-1961)
- Fernand Cheneval (1918-1991)
- Yves Dermèze, Paul Mystère, Francis Hope (Paul Berato, 1915-1989)
- George Fronval (1904-1975)
- Robert Gigi (1926-2007)
- Christian Godard (né en 1932)
- Michel Greg (Michel Regnier, 1931-1999)
- Jijé (Joseph Gillain, 1914-1980)
- Louis Haché (né en 1922)
- Roger Lécureux (1925-1999)
- Maurice Limat (1914-2002)
- Auguste Liquois (1902-1969)
- Raffaele Carlo Marcello (1929-2007)
- Henry de Monfreid (1879-1974)
- Robert Moreau (1928-2006)
- Claude Pascal (1931-1993)
- Pellos (René Pellarin) (1900-1998)
- Alain Saint-Ogan (Alain Lefèvre Saint-Ogan, 1895-1974)
- Maurice Tillieux (1921-1978)

## Quelques séries

### Éric Limar
Une série d’aventures policières dans le domaine aéronautique.
- Vautour 13 ne répond plus,
- À la recherche des ondes Aleph,
- Ric Lamar et les hommes-oiseaux,
- Opération Borak
- Direction Nord

### Martin Gale, détective amateur
- Furag 3
- Martin Gale contre « Le Caméléon
- Mission secrète en Pélurie.
- Alerte du Squale (resté inachevé à la suite de l’arrêt du journal)

### Articles
- « IMA, l’ami des jeunes, un journal publicitaire intéressant mais mal connu (1re partie) », sur raymondperrin.blogspot.fr, 25 octobre 2015 (consulté le 22 avril 2017).
- « IMA, l’ami des jeunes, un journal publicitaire intéressant mais mal connu (2e partie) », sur raymondperrin.blogspot.fr, 22 octobre 2015 (consulté le 22 avril 2017)
- « IMA, l’ami des jeunes, un journal publicitaire intéressant mais mal connu (liste des principaux auteurs, scénaristes, illustrateurs, romanciers…) », sur raymondperrin.blogspot.fr, 28 octobre 2015 (consulté le 28 avril 2017).